# Mariä Heimsuchung (Stirn)

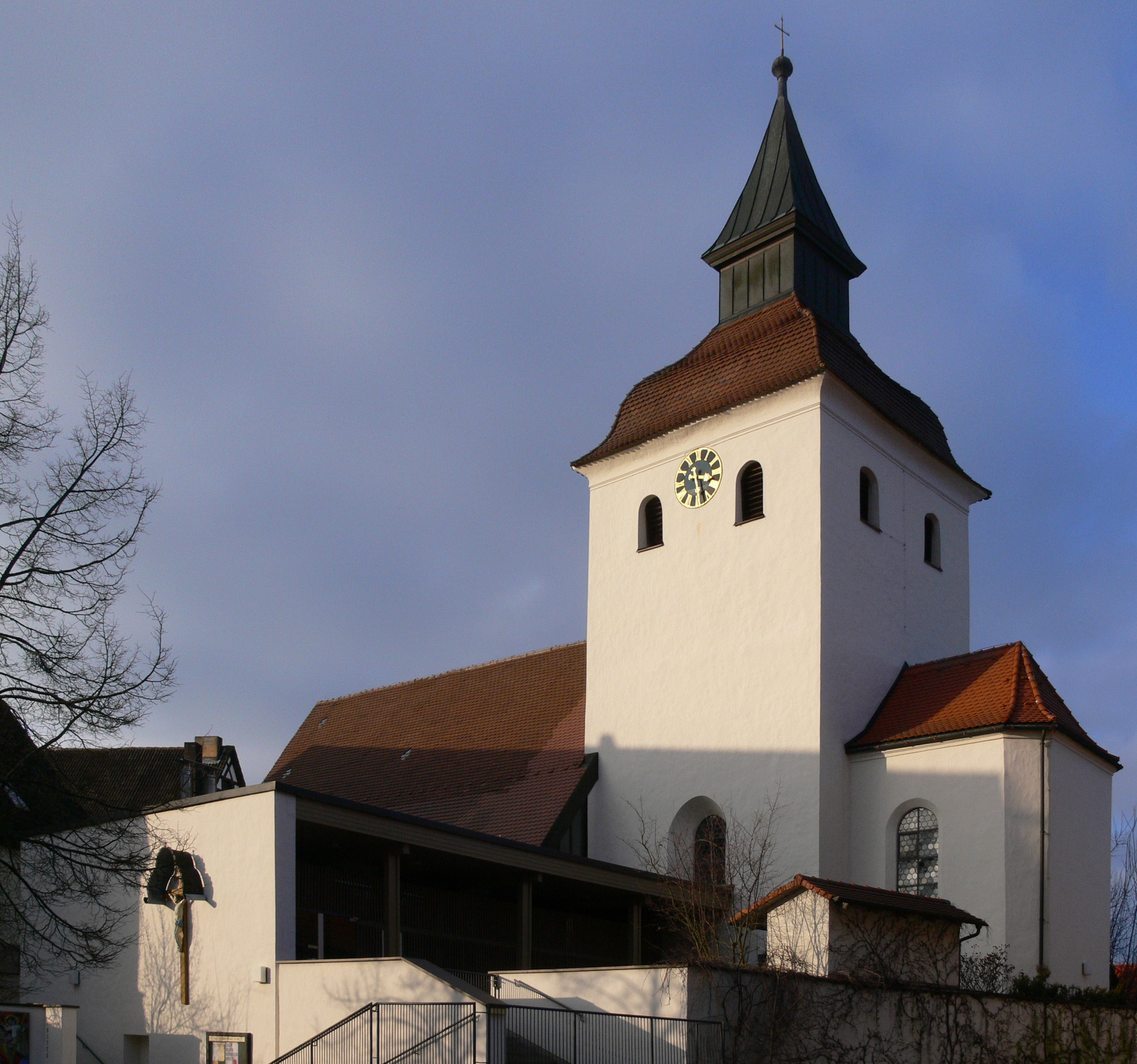
Pfarrkirche Mariä Heimsuchung in Stirn, Januar 2012

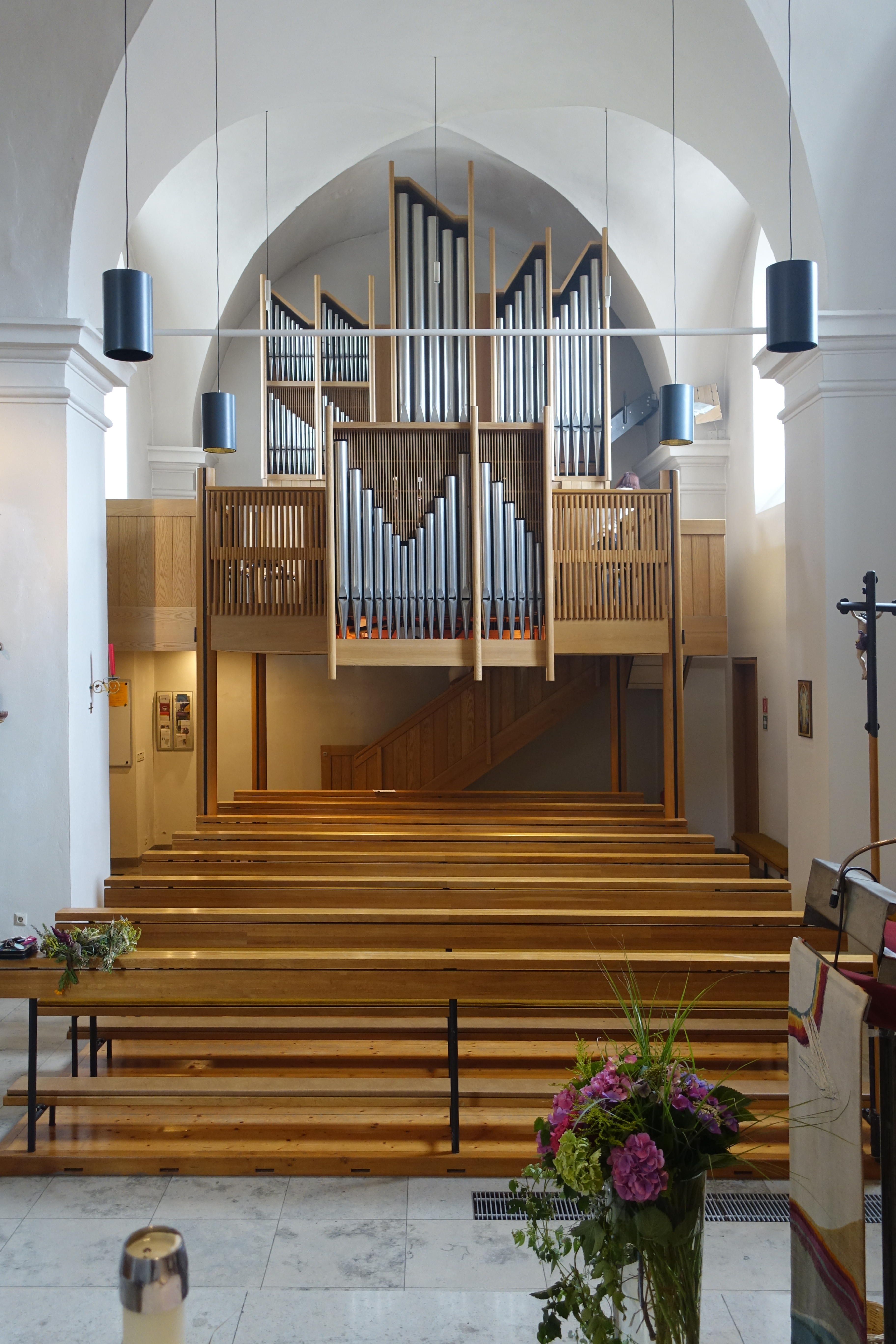
Langhaus

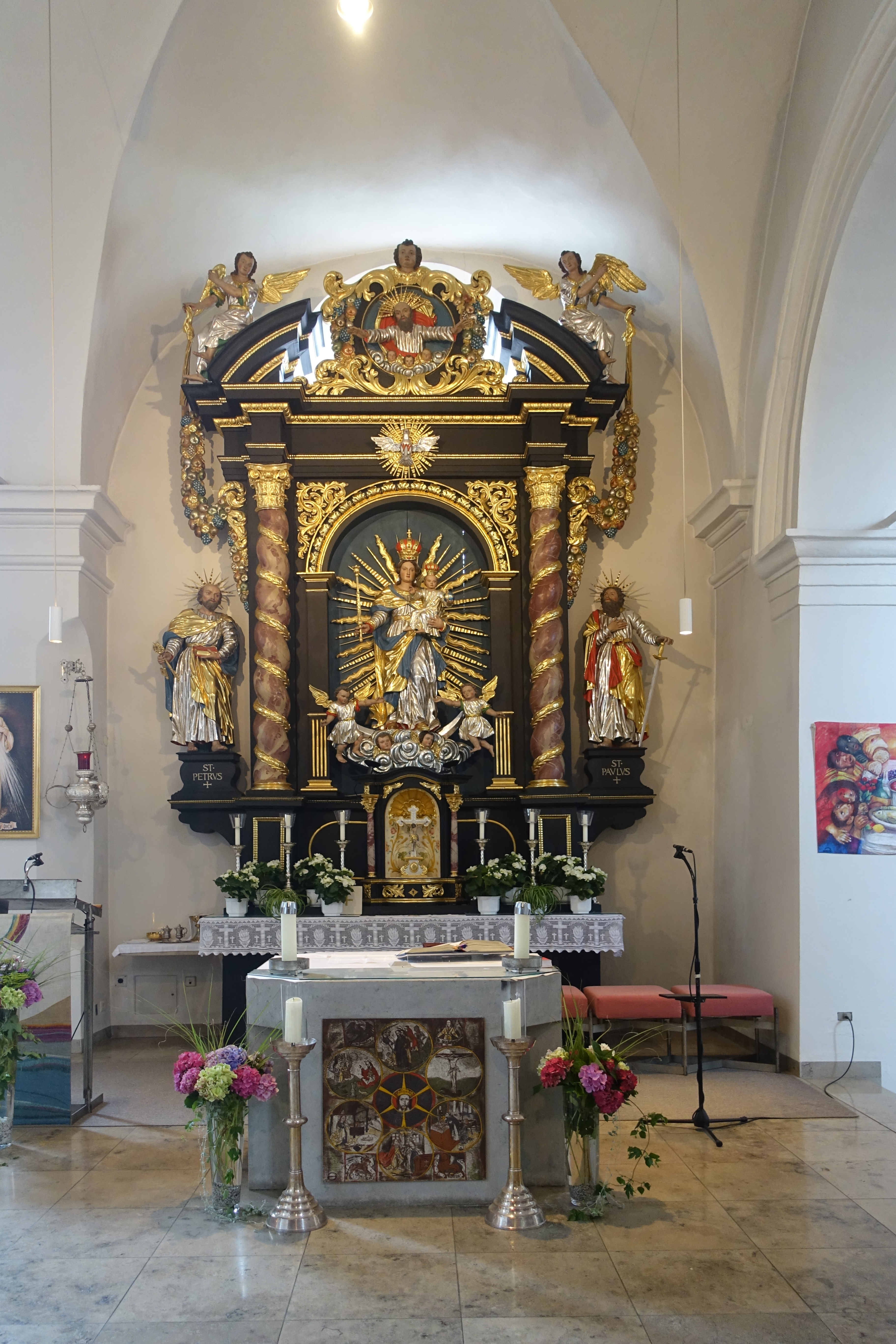
Der Hochaltar

Die Mariä-Heimsuchung-Kirche ist eine katholische Pfarrkirche in Stirn, einem Ortsteil des bayerischen Markts Pleinfeld im mittelfränkischen Landkreis Weißenburg-Gunzenhausen. Sie ist das älteste Gebäude des Ortes. Das Gebäude ist unter der Denkmalnummer D-5-77-161-112 als Baudenkmal in die Bayerische Denkmalliste eingetragen. Der mittelalterlichen Vorgängerbau der Kirche sind zusätzlich als Bodendenkmal (Nummer: D-5-6831-0181) eingetragen. Die Kirche mit der postalischen Adresse Hauptstraße 21a befindet sich Ortskern umgeben von weiteren denkmalgeschützten Bauwerken auf einer Höhe von 441 Metern über NHN.

## Beschreibung
Die Saalkirche stammt aus dem 11. Jahrhundert. 1645 wurde sie im Dreißigjährigen Krieg schwer beschädigt. 1651 bis 1652 wurde sie wieder aufgebaut und brannte 1687 wieder ab. Ein Jahr darauf wurde der Hochaltar in Eichstätt in Auftrag gegeben und das Gebäude nach den Plänen des Eichstätter Hofbaumeisters Jakob Engel von Baumeister Giovanni Battista Camessina restauriert. Dabei wurde der Kirchturm erhöht. Der Hochaltar von 1688 zeigt die Figur der Muttergottes mit Christuskind des Bildhauers Christian Handschuher, an den Seiten Petrus und Paulus. Der Chorturm wurde 1895 um einen neuen Chorraum ergänzt. In den Jahren von 1972 bis 1976 wurde die Kirche nach Plänen von Franz Kießling in den heutigen Zustand erweitert.
Die Orgel mit 2 Manualen und Pedal hat 17 Register. Sie wurde 1980 von der Münchener Orgelbau errichtet.